# Vale (Oregon)
Vale ist eine Stadt (city) und der County Seat des Malheur County im US-Bundesstaat Oregon. Das U.S. Census Bureau hat bei der Volkszählung 2020 eine Einwohnerzahl von 1.894 ermittelt.

## Lage
Vale liegt am liegt im Norden des im Malheur County am Malheur River etwa 25 Kilometer westlich dessen Mündung in den Snake River bei Ontario (Oregon) auf einer Höhe von 684 Metern. In der Stadt teilen sich die U.S. Highways 20 und 26, die streckengleich von Nyssa herkommen: Der U.S. Highway 20 führt weiter nach Südwesten, der U.S. Highway 26 nach Nordwesten.
Die Stadt hat eine Fläche von 2,94 km², und zwar ausschließlich Landfläche.

## Geschichte
Vale war die erste Station der auf dem Oregon Trail reisenden Siedler nach ihrem Eintreffen in Oregon. 1883 entstand ein Postamt. 1889 wurde der Ort als Town inkorporiert, 1905 zur City erhoben.

## Demografie
Laut United States Census 2010 hatte Vale 1874 Einwohner, davon 947 Männer und 927 Frauen. 597 Einwohner waren unter 20 Jahre alt, 307 waren 65 oder älter.

## Historic Places
In Vale gibt es fünf Objekte, die in das National Register of Historic Places eingetragen sind. Vier davon sind historische Gebäude aus der Zeit vor oder um 1900. Der Oregon Trail Historic District 8 km südöstlich des Ortes erinnert an die Siedlerzüge des 19. Jahrhunderts.